# Ahwar
Ahwar (arapski: أحور), je drevni grad na jugu Jemena, u dolini Wadi Ahwar, udaljen par kilometara od Indijskog oceana. Grad se nalazi u muhafazi Abjan oko 120 km istočno od glavnog pokrajinskog grada Zinjibara.

## Povijest
Ahwar je u prošlosti bio sjedište Sultanata Donji Aulaki (od 1888. – 1967.).
Sultanat Donji Aulaki potpisao je neformalni sporazum o zaštiti s Britanijom 1888. godine i postao dio Protektorata Aden). Sultanat Donji Aulaki, ukinut je 1967. kad je osnovana Narodna Republika Južni Jemen, koja se ujedinila s Sjevernim Jemenom 22. svibnja 1990. u današnju državu Republiku Jemen.
U vrijeme kad je Ahwar bio sjedište sultanata, bio je daleko značajniji grad nego danas, tako je već 1933. godine imao 5000 stanovnika (što je onda bila velika brojka). Ahwar je tada dobio i među prvim jemenskim gradovima telegraf, zračnu luku i prve javne škole. Otkad nije glavni grad sultanata, značaj mu je opao.

## Izbjeglički kamp
Kako zbog rata u Somaliji mnoge izbjeglice bježe u Jemen (UNHCR ih je 2008. evidentirao 50.091) tako je za njihovo zbrinjavanje podignut izbjeglički kamp u Ahwaru.